# Barbirey-sur-Ouche
Barbirey-sur-Ouche é uma comuna francesa na região administrativa da Borgonha-Franco-Condado, no departamento de Côte-d'Or. Estende-se por uma área de 11,06 km². Em 2010 a comuna tinha 221 habitantes (densidade: 20 hab./km²).